# حسين شاهين
حسين شاهين (بالتركية: Hüseyin Şahin)‏, (ولد: 12 يناير 1968, إينَغُلْ في بورصة, تركيا) سياسي تركي. ونائب حالي وسابق في البرلمان التركي لأكثر من دورة ممثلا عن حزب العدالة والتنمية.